# Kay Fisker

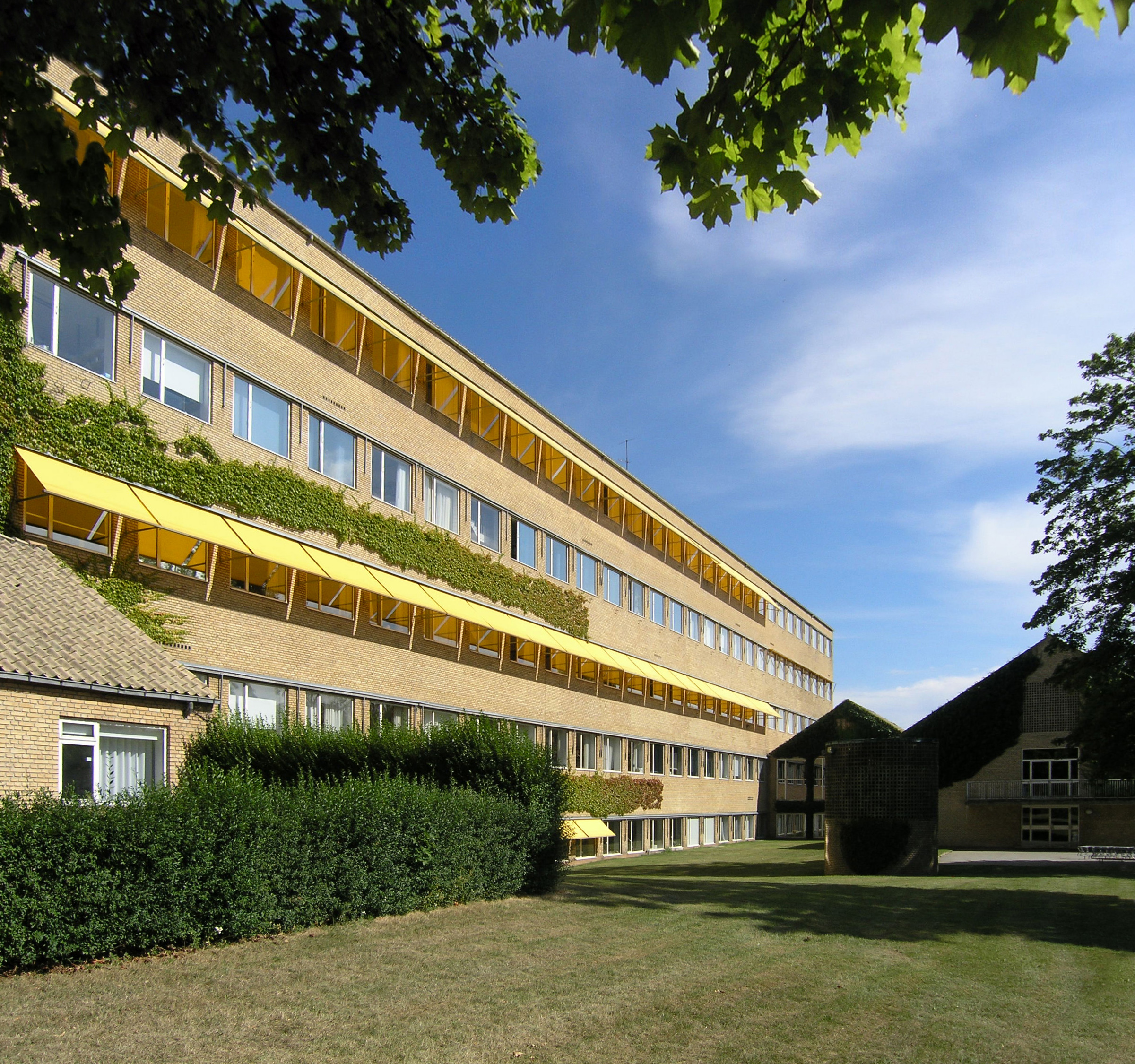
Aarhus universitet.

Kay Otto Fisker, född 14 februari 1893 i Frederiksberg, död 21 juni 1965 i Köpenhamn, var en dansk arkitekt.
Kay Fisker var son till Asmus Marius Fisker och Petra Louise Jacobsen och utbildade sig på Kunstakademiets Arkitektskole 1909–1920. Under studietiden var han anställd på Anton Rosens arkitektkontor från 1912, hos Sigurd Lewerentz och Gunnar Asplund från 1916 och hos Hack Kampmann i Köpenhamn 1918.
Han var docent i byggnadskonst vid Kunstakademiets Arkitektskole från 1924, professor där från 1936 och dekanus for arkitekturskolan 1940–1943. Han är mest känt för ett stort antal bostadshus i Köpenhamn och som en ledande person i dansk funktionalism.
Kay Fisker mottog Eckersbergmedaljen 1926 och C.F. Hansen-medaljen 1947 för byggnaderna på Aarhus Universitet.  

## Verk i urval
- Stationsbyggnader för Almindingen-Gudhjembanen på Bornholm, 1915–1916 (med Aage Rafn)
- Handelsbanken, Rønne, Bornholm, 1921)
- Jagtgården, Jagtvej i København, 1924 (med Christian Holst)

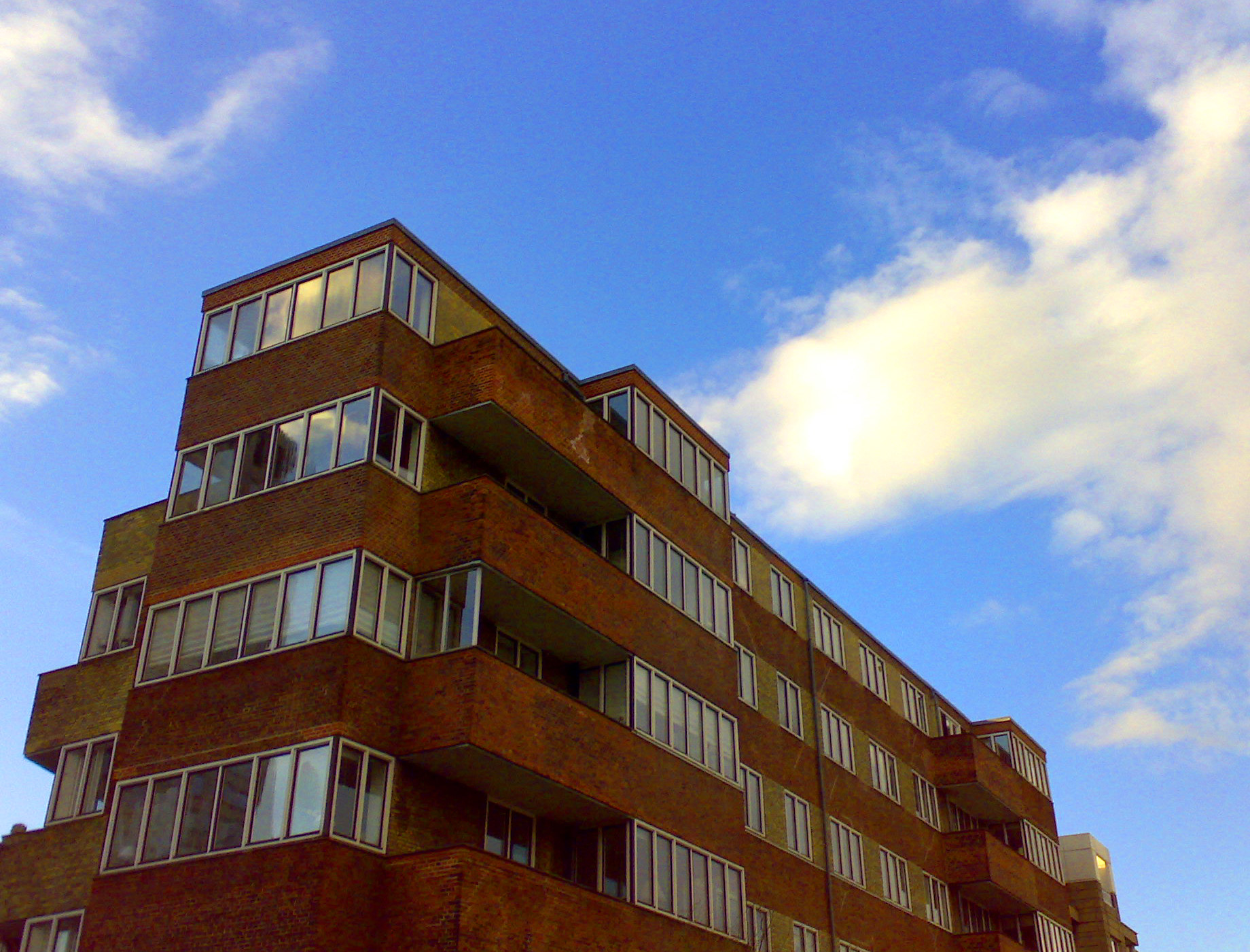
Strygejernet (bostadshus), Vodroffsvej 2-4 i Frederiksberg, 1929–1930 (med C.F. Møller)
- Århus Kommunehospital, 1932  (med C.F. Møller)
- Aarhus Universitet (första byggnadsperioden med Povl Stegmann till 1937, och med C.F. Møller till 1943)
- Vintersbølle barnsanatorium vid Vordingborg, 1936–1937
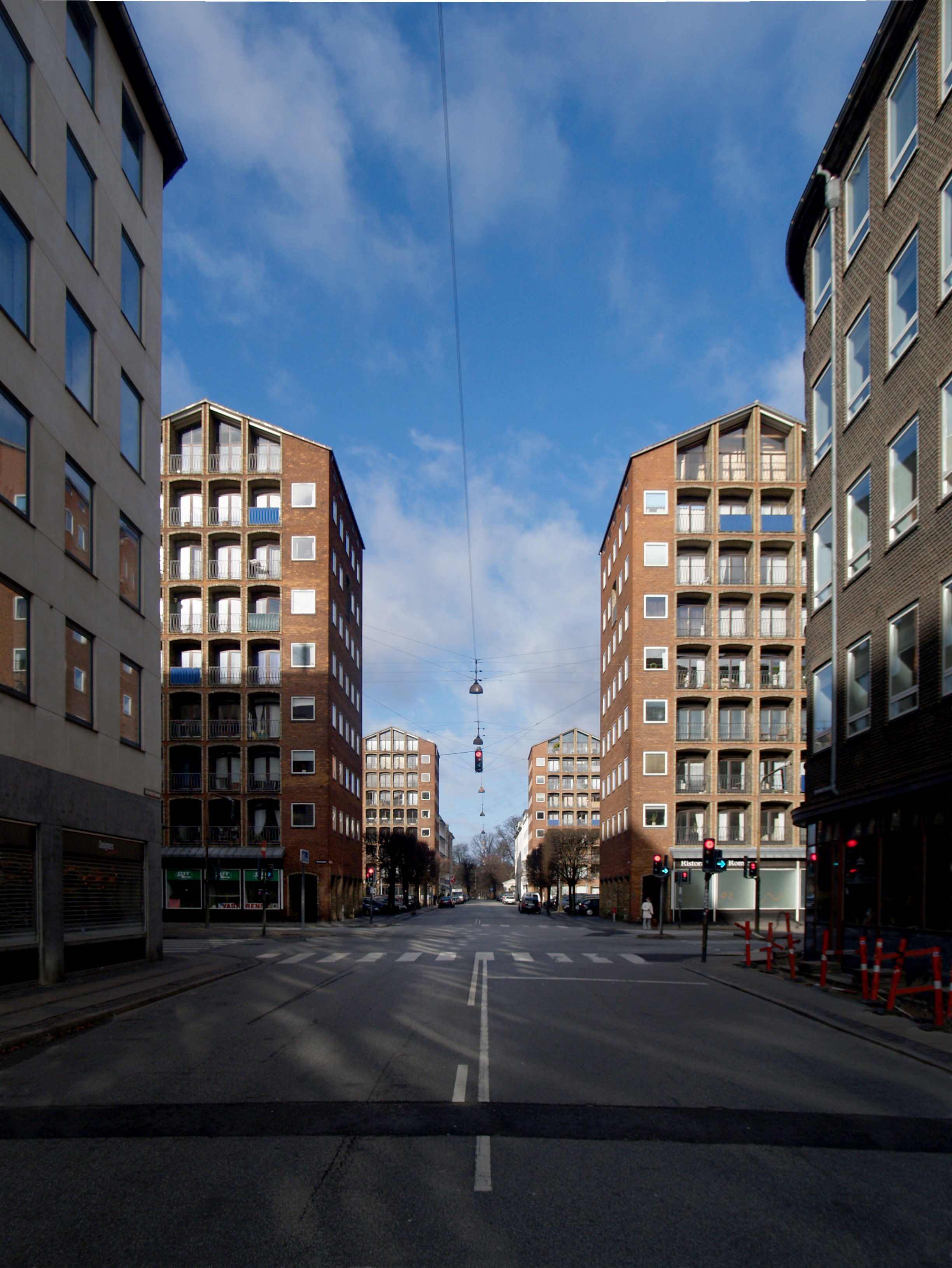
Dronningegården och Christiansgården, Dronningens Tværgade/Adelgade i Köpenhamn, 1942–1943, med Svenn Eske Kristensen)
- Brøndbyøster Skole, 1954
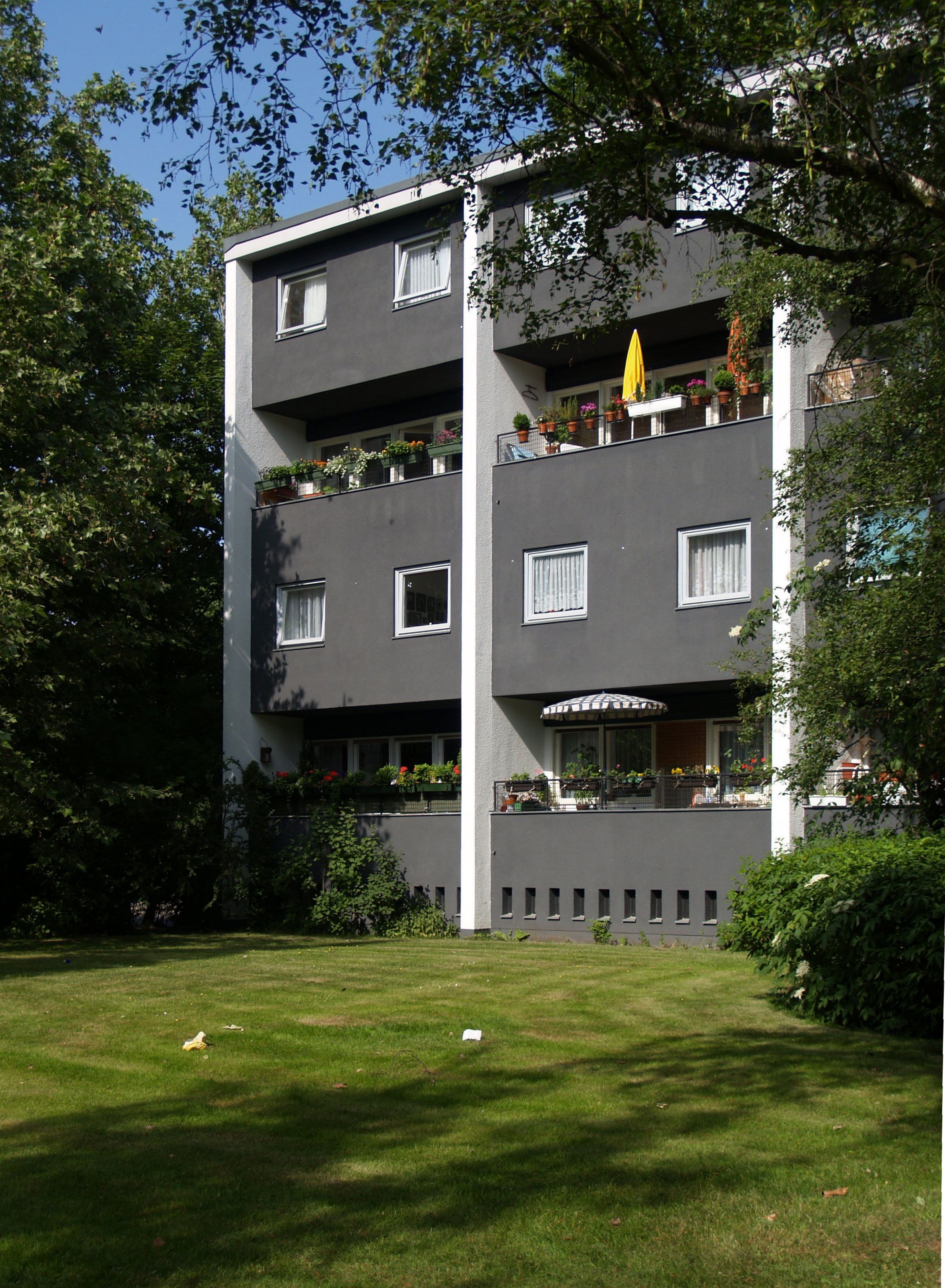
Bostadshus i Hansaviertel i Berlin, 1951
- Det Danske Institut for Videnskab og Kunst i Rom, 1963–1965 (med Robert Duelund Mortensen och Svend Høgsbro)
- Ansgar Kirke i Flensburg, Tyskland, 1965–1968 (med Robert Duelund Mortensen och Svend Høgsbro)

## Utmärkelser
- Eckersbergmedaljen,  1926
- Riddare av Dannebrogorden,  1937[1]
- Dannebrogsmännens hederstecken,  1947[1]
- Kommendör av Dannebrogorden,  1955[1]
- Prins Eugen-medaljen,  1958
- Heinrich Tessenow-medaljen,  1964
- C.F. Hansen-medaljen

[Redigera Wikidata]